# Rubus coccinatus
Rubus coccinatus är en rosväxtart som beskrevs av K. Meijer. Rubus coccinatus ingår i släktet rubusar, och familjen rosväxter. Inga underarter finns listade i Catalogue of Life.